# Ontdek de Dam
Ontdek de Dam is een artistiek kunstwerk in Amsterdam-Centrum.
Het werk werd in de laatste week van augustus 2021 geplaatst en is een creatie van Street Art Frankey. Frankey zet wekelijks een kunstwerkje binnen de stad Amsterdam om het straatbeeld te verrijken met grappige toevoegingen aan straat- en gevelelementen. In 2020 verscheen van hem een beeld van André Hazes in de vorm van een Legopoppetje, dat echter al snel geroofd werd. Op 30 juni 2021 mocht hij een nieuwe meer vandalismebestendige versie plaatsen. 
Voorafgaand aan plaatsing werden er op de Dam vanaf 2017 betonblokken gebruikt om inrijschade te voorkomen. Deze betonblokken hebben eveneens de vorm van Legoblokjes (acht punten bovenzijde). Het tweede beeld van Hazes werd op een dergelijke steen vastgezet. Frankey liet zich door die vorm inspireren om in augustus 2021 een nieuwe kunstwerk te leveren. Het werd geplaatst op verzoek van de ondernemersvereniging van de Dam. In plaats van dat de betonnen steen vooral moest laten zien wat niet doen, is deze steen, nu in brons, bedoeld waar je wel naar kan of moet kijken. In drie dimensies zijn omringende gebouwen afgebeeld in reliëf afgebeeld: 
- bovenste rij: Gebouw Industria, Hotel Krasnapolsky, Bijenkorf en Bisschop (hoek Dam en Damrak),
- onderste rij: Nationaal Monument op de Dam, Koninklijk Paleis, Nieuwe Kerk, en Reisbureau der Staatsspoorwegen (Dam 8-10, hoek Nieuwendijk).

De beeltenissen hebben een onderschrift, niet alleen in letters, maar ook in braille. Op de steen is ook een QR-code afgebeeld, zodat men zelf een audiotour, ingesproken door Anneke Bokern (architectuurjournaliste) en Paul Vonk (architect),kan volgen.    

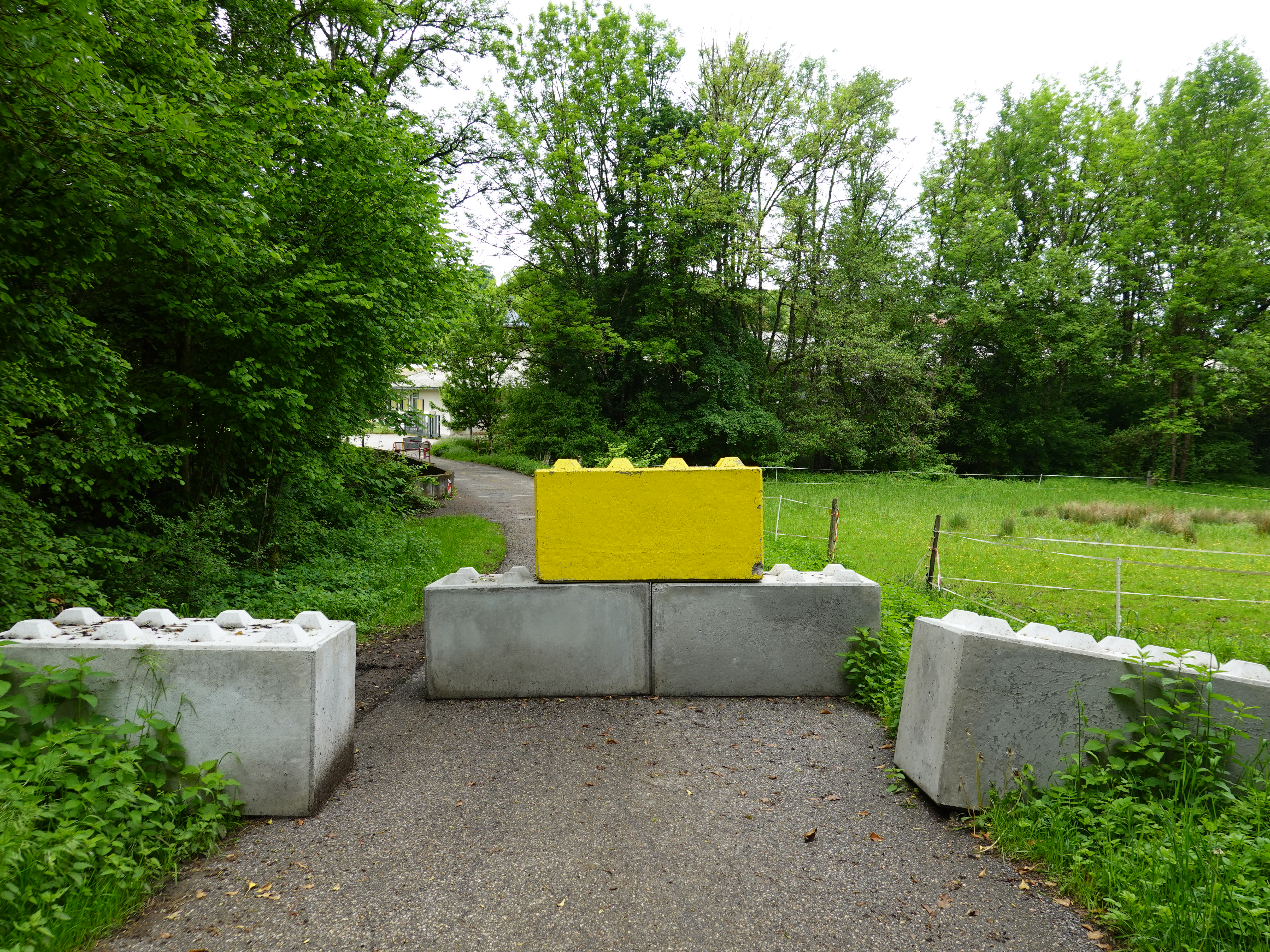
Legovormige betonblokken in Seynod (mei 2020)